# 1986年東京サミット同時時限発火事件
1986年東京サミット同時時限発火事件（1986ねんとうきょうサミットどうじじげんはっかじけん）は、1986年に昭和天皇在位60周年記念式典と第12回先進国首脳会議（東京サミット）に反対した革労協狭間派によるゲリラ事件。
同年3月31日東宮御所に向けた飛翔弾事件に続き、サミット開催中の5月6日朝、東京都内20箇所におよぶ地下鉄駅ホームで時限式発火装置を発火させ都内の交通機関に混乱をもたらした。時限式発火装置に爆薬が装填されていなかったことで最悪の事態は免れたが、この事件後の1988年には革労協は爆弾闘争（革労協においては本格的権力闘争と呼ぶ）に突入してゆくことになる。